# Let Thai Airways International 261
Let Thai Airways International 261 byl pravidelný letecký spoj společnosti Thai Airways mezi Bangkokem a Surat Thani. Airbus A-310 letící z hlavního města Bangkoku se zřítil tři kilometry západně od letiště v Surat Thani a začal okamžitě hořet. Příčinou neštěstí byla špatná viditelnost a hustý déšť, které zkomplikovaly přistávání. Ze 146 lidí na palubě přežilo havárii letadla pouze 45 osob.